# 關義明
關義明（罗马拼音：Kwan Yoke Meng，1966年1月11日—），馬來西亞前男子羽球運動員。
1988年，關義明贏得瑞士羽球公開賽男子單打冠軍。1989年，他參加世界羽球錦標賽，在十六強賽以6:15、2:15輸給中國選手熊國寶。
關義明曾代表馬來西亞參加1990年、1992年的湯姆斯盃。在1990年湯姆斯盃與中國對陣的決賽中，他以第三單打身份出賽，以10:15、6:15輸給趙劍華；最終馬來西亞隊以總比分1-4獲得亞軍。
在1992年湯姆斯盃與印尼對陣的決賽中，他以第三單打身份在第五點出賽，以3:15、7:15輸給佐戈·蘇普里昂托；最終馬來西亞隊以總比分3-2獲得冠軍。